# Якоб Ґроб
Якоб Ґроб (28 березня 1939) — швейцарський академічний веслувальник.
Бронзовий призер Олімпійських Ігор 1968 року в складі розпашної четвірки зі стерновим.